# Clavaire cendrée
Clavulina cinerea
Espèce
Synonymes
- Clavaria cinerea var. gracilis Rea[2]
- Clavaria cinerea Bull.[2]
- Clavaria fuliginea Pers.[2]
- Clavaria grisea Pers.[2]
- Clavulina cinerea var. gracilis (Rea) Corner[2]
- Ramaria cinerea (Bull.) Gray[2]
- Ramaria grisea Pers[2]

Clavulina cinerea, de son nom vernaculaire la Clavaire cendrée ou Clavuline cendrée, est un champignon agaricomycète de la famille des Clavulinaceae, du genre Clavulina.

## Description
Le sporophore de ce champignon prend une forme coralloïde, comme plusieurs rameaux d'une couleur allant du gris-noir au gris bleuté. En vieillissant, il arbore une pourpre à brune. Cette partie du champignon peut mesurer de 3 à 10 cm.
La chair de cette clavaire est blanche et coriace.